# Слеменице
Слеменице су насељено место у саставу града Чаковца у Међимурској жупанији, Хрватска. До територијалне реорганизације у Хрватској налазиле су се у саставу старе општине Чаковец.

## Историја
Насеље Слеменице као самостално насељено место постоји од пописа 2001. године. Настало је издвајањем дела из насеља Мачковец.

## Становништво
На попису становништва 2011. године, Слеменице су имале 244 становника. За попис 1991. погледати под Мачковец.